# Огурцов Анатолій Павлович
Анатолій Павлович Огурцов (21 липня 1934, м. Кам'янське (тоді Дніпродзержинськ), Дніпропетровська область — 14 вересня 2015, там само) — український вчений-металург, доктор технічних наук (1988), професор (1989), ректор Дніпродзержинського державного технічного університету (ДДТУ) у 1988—2003 роках. Заслужений діяч науки і техніки України (1994). Почесний громадянин міста Кам'янське (1999).

## Біографія

### Ранні роки та освіта
Народився 21 липня 1934 року в місті Кам'янське (тоді Дніпродзержинськ) у родині робітника-електрика. Мав старшого брата Андрія. З 1937 році сім'я проживала у власному будинку на вулиці Куйбишева, 120. 
Батько Павло походив із багатодітної родини, яка переїхала до міста з Курської губернії. Дід по батьківській лінії, Минай Огурцов, працював у ливарному цеху заводу імені Дзержинського і трагічно загинув під час аварії, коли перекинувся ківш із розплавленим металом. У цій же аварії загинула й тітка Анатолія — Марфа.
Мати походила з родини корінних жителів села Кам'янського (нині м. Кам'янське). Дід по материнській лінії, Кузьма, помер від черевного тифу ще до народження Анатолія, а бабуся Ганна все життя працювала на землі. У родині матері було четверо дітей — три сестри та брат.
У родині Огурцових мати розмовляла українською мовою, інколи переходячи на російську лише з тими, хто погано розумів українську. Анатолій з братом між собою та з матір'ю спілкувалися українською, а з батьком — російською. 
Після війни, рятуючись від голоду, кілька років проживав у родичів у містечку Степань Рівненської області.
У 1949 році вступив до Дніпродзержинського металургійного технікуму, який закінчив у 1953 році. У цей період почав активно займатися спортом (легка атлетика та десятиборство) і згодом став рекордсменом України, але через травму був змушений припинити спортивну кар'єру.
У 1958 році вступив на вечірнє відділення Дніпродзержинського металургійного заводу-втузу за спеціальністю «Металургія сталі», який закінчив з відзнакою у 1964 році.

### Трудова діяльність
Трудову діяльність розпочав після закінчення технікуму в 1953 році. Десять років пропрацював у конверторних цехах заводів імені Петровського (м. Дніпро) та імені Дзержинського. На заводі імені Петровського спочатку працював у бесемерівському цеху, де побував на посадах помічника майстра та майстра.
У 1953-1957 роках проходив службу в Радянській Армії. Був курсантом школи сержантського складу, потім залишився там готувати інших військовослужбовців. Брав участь у подіях в Угорщині 1956 року. Демобілізувався наприкінці 1957 року.
Після служби в армії повернувся на завод імені Петровського, де працював підручним розливальника, старшим розливальником, майстром та начальником зміни.

### Наукова та викладацька діяльність
Після закінчення Дніпродзержинського металургійного заводу-втузу в 1964 році залишився там працювати старшим інженером науково-дослідного сектору кафедри металургії чорних металів. Вступив до аспірантури під науковим керівництвом М. І. Бейлінова.
У 1969 році захистив кандидатську дисертацію. Працював на посадах асистента, старшого викладача, доцента. У 1974-1978 роках був деканом металургійного факультету, змінивши на цій посаді Вадима Миколайовича Мілютіна. У 1978 році призначений проректором, а згодом — проректором з навчальної роботи.
З 1979 року — завідувач кафедри металургії сталі, пізніше — кафедри металургії чорних металів. Захист його докторської дисертації вів В. І. Баптизманський, опонентом був В. А. Кудрін. У 1988 році здобув ступінь доктора технічних наук, а в 1989 році — звання професора.
У 1988-2003 роках обіймав посаду ректора Дніпродзержинського державного технічного університету (був обраний на перших в історії закладу виборах ректора, змінивши на цій посаді В. І. Логінова). З 1999 року — почесний ректор.
З 2011 по 2014 рік — завідувач об'єднаної кафедри металургії чорних металів і обробки металів тиском.

### Громадська діяльність
Анатолій Огурцов активно займався громадською діяльністю. Обирався депутатом міської ради Дніпродзержинська та Дніпровської районної ради. У міській раді очолював постійну депутатську комісію з екології, а до того протягом восьми років — комісію з освіти, науки і культури.
У 1999 році був довіреною особою кандидата в президенти України Леоніда Кучми. У 2004 році працював керівником міського штабу з підтримки кандидата В.Ф. Януковича.

## Наукова діяльність
Анатолій Павлович Огурцов є засновником наукової школи в металургійній галузі. Під його керівництвом підготовлено 5 докторів та 10 кандидатів технічних наук.
Основні напрями наукових досліджень:
- Фізико-технічні та теплофізичні процеси при розливанні та твердінні сталі
- Математичне моделювання металургійних процесів
- Екологія в металургії

Автор понад 650 наукових праць, 60 монографій та підручників.

## Мемуари
У 2008 році А.П. Огурцов опублікував автобіографічну книгу «Это наша с тобой биография», що охоплює період від його дитинства до кінця 2000-х років. У мемуарах автор висвітлює власний життєвий шлях на тлі історичних подій СРСР та незалежної України, ділиться спогадами про Другу світову війну, повоєнну відбудову, свою професійну діяльність від сталевара до ректора університету. 
У своїй книзі професор Огурцов висловлює контроверсійні погляди на ключові українські історичні події: заперечує штучний характер Голодомору 1932-1933 років, виправдовує радянське вторгнення до Угорщини 1956 року, критично оцінює розпад СРСР та категорично виступає проти визнання вояків УПА учасниками Другої світової війни. Окрему увагу автор приділяє президентським виборам 2004 року, описуючи свій досвід керівника міського штабу з підтримки кандидата В.Ф. Януковича.

## Основні праці
- Огурцов А.П. Производство стали от старта до финиша: монография в 10 томах (Днепродзержинск: ДГТУ, 2011)[5]
- «Математичне моделювання теплофізичних процесів у багатофазних середовищах» (Київ, 2001, співавтор)
- «Досвід створення і роботи демонстраційної зони енергозбереження» (Дніпропетровськ, 2001, співавтор)
- «Металургійна термомеханіка» (Дніпропетровськ, 2002, співавтор)
- «Діагностика, динаміка, надійність підйомно-транспортних машин» (Дніпропетровськ, 2002, співавтор)
- «Підготовка інженерної еліти і її роль в розвитку держави» (Дніпродзержинськ, 2007, співавтор)
- «Наукові школи. Їх створення та робота в ДДТУ» (Дніпродзержинськ, 2010, співавтор)
- «Дослідження, моделювання та оптимізація ливарних систем: Навчальний посібник» (Дніпродзержинськ, 2012, співавтор)
- «Это наша с тобой биография. Глазами современника: Днепродзержинск» (2008, мемуари)

## Відзнаки та нагороди
- Заслужений діяч науки і техніки України (1994)
- Орден «За заслуги» III ступеня (2000)
- Почесний громадянин міста Дніпродзержинська (1999)[6]
- Почесний ректор Дніпродзержинського державного технічного університету

## Пам'ять
Анатолій Павлович Огурцов помер 14 вересня 2015 року Після його смерті в Дніпровському державному технічному університеті (колишньому ДДТУ) регулярно проводяться наукові читання та конференції, присвячені його пам'яті.
У 2016 році родина А.П. Огурцова передала на постійне зберігання до фондів музею історії Кам'янського близько 200 експонатів та книг його особистої наукової бібліотеки. Серед них – наукові праці, книги відомих авторів про діяльність та сім'ю, понад тридцять документів про освіту та звання, професорську мантію.